# Frankelbach
Frankelbach là một đô thị ở huyện Kaiserslautern, bang Rheinland-Pfalz, phía tây nước Đức. Đô thị Frankelbach có diện tích 5,29 km².